# Cucina con Ale
Cucina con Ale è stato un programma televisivo italiano a carattere culinario, trasmesso sul canale Real Time dal 2011 al 2013 e condotto da Alessandro Borghese.

## Il programma
Durante la trasmissione Borghese mostra passo a passo la preparazione di svariate ricette della cucina italiana e internazionale. È presente anche un angolo in cui il conduttore mostra ai bambini come preparare semplici e golose ricette. In alcune puntate Borghese è affiancato da personaggi della stessa rete televisiva, oppure da semplici spettatori che hanno fatto richiesta.

## Stagioni
| Stagione | Puntate | Dal              | Al             |
| -------- | ------- | ---------------- | -------------- |
| 1        | 60      | 18 aprile 2011   | 11 maggio 2011 |
| 2        | 40      |                  |                |
| 3        | 40      |                  |                |
| 4        | 40      | 3 settembre 2012 |                |
| 5        | 20      | 2013             | 2013           |